# Tosa Sucha
Tosa Sucha är en vulkan i Etiopien. Den ligger i den sydvästra delen av landet, 400 km söder om huvudstaden Addis Abeba. Toppen på Tosa Sucha är 1 650 meter över havet. Tosa Sucha ligger vid sjön Ch'amo Hāyk'.
Terrängen runt Tosa Sucha är kuperad norrut, men söderut är den platt. Runt Tosa Sucha är det ganska tätbefolkat, med 139 invånare per kvadratkilometer. Närmaste större samhälle är Ārba Minch', 11,3 km norr om Tosa Sucha. 